# Campeonato Asiático de Atletismo de 2023 - Arremesso de peso feminino
A prova do arremesso de peso feminino do Campeonato Asiático de Atletismo de 2023 foi disputada no dia 16 de julho de 2023, no Estádio Nacional, em Banguecoque, na Tailândia.

## Recordes
Antes desta competição, os recordes mundiais e do campeonato nesta prova eram os seguintes:
|                       | Nome               | Nacionalidade   | Distância | Local        | Data                |
| --------------------- | ------------------ | --------------- | --------- | ------------ | ------------------- |
| Recorde mundial       | Natalya Lisovskaya | União Soviética | 22m 63cm  | Moscou       | 7 de junho de 1987  |
| Recorde do campeonato | Huang Zhihong      | China           | 19m 69cm  | Nova Delhi   | 1989                |
| Recorde asiático      | Meisu Li           | China           | 21m 76cm  | Shijiazhuang | 23 de abril de 1988 |

## Medalhistas
| Ouro               | Prata             | Bronze              |
| Song Jiayuan (CHN) | Abha Khatua (IND) | Manpreet Kaur (IND) |

## Cronograma
Todos os horários são locais (UTC+7)
| Data        | Hora  | Evento |
| ----------- | ----- | ------ |
| 16 de julho | 15:10 | Final  |

## Resultado final
A final ocorreu no dia 16 de julho às 15:10.
| Posição           | Atleta                | Nacionalidade | #1    | #2    | #3    | #4    | #5    | #6    | Resultados | Notas           |
| ----------------- | --------------------- | ------------- | ----- | ----- | ----- | ----- | ----- | ----- | ---------- | --------------- |
| Medalha de ouro   | Song Jiayuan          | China         | 18.85 | 18.66 | 18.73 | x     | 18.88 | 18.46 | 18.88      |                 |
| Medalha de prata  | Abha Khatua           | Índia         | 16.33 | 17.10 | 15.46 | 18.06 | 16.84 | x     | 18.06      | =               |
| Medalha de bronze | Manpreet Kaur         | Índia         | 17.00 | x     | 16.42 | 16.69 | x     | x     | 17.00      |                 |
| 4                 | Jung You-sun          | Coreia do Sul | 16.40 | 16.33 | 16.34 | 16.04 | 16.89 | 16.74 | 16.89      |                 |
| 5                 | Chen Chou-hsiu        | Taipé Chinesa | 15.18 | 15.51 | 16.49 | x     | 15.72 | 15.44 | 16.49      | Recorde pessoal |
| 6                 | Malika Nasreddinova   | Uzbequistão   | 15.93 | 16.21 | 16.21 | x     | x     | x     | 16.21      |                 |
| 7                 | Nanaka Kori           | Japão         | 16.02 | x     | 14.53 | x     | 15.91 | 15.21 | 16.02      |                 |
| 8                 | Areerat Intadit       | Tailândia     | 15.20 | x     | x     | 14.31 | 14.79 | x     | 15.20      |                 |
| 9                 | Wu Ci-en              | Taipé Chinesa | x     | 15.07 | x     |       |       |       | 15.07      |                 |
| 10                | Nani Shahirah Maryata | Malásia       | 14.92 | x     | 14.83 |       |       |       | 14.92      |                 |
| 11                | Eki Febri Ekawati     | Indonésia     | 14.88 | x     | x     |       |       |       | 14.88      |                 |
| 99                | Ma Yue                | China         |       |       |       |       |       |       | DNS        |                 |

Legenda
| Recorde mundial       | Recorde mundial (World record)               |                       | Recorde africano                      | Recorde africano (African) |                                           | Q | Classificado por posição (Qualified) |
| Recorde do campeonato | Recorde do campeonato (Championship record)  | Recorde da América    | Recorde da América (Americas)         | q                          | Classificado por melhor tempo (Qualified) |   |                                      |
| Melhor marca do ano   | Melhor marca do ano (World leading)          | Recorde asiático      | Recorde asiático (Asian)              | DNS                        | Não largou (Did not start)                |   |                                      |
| Recorde nacional      | Recorde nacional (National record)           | Recorde europeu       | Recorde europeu (European)            | DNF                        | Não terminou (Did not finish)             |   |                                      |
| Recorde pessoal       | Recorde pessoal do atleta (Personal best)    | Recorde da Oceania    | Recorde da Oceania (Oceania)          | DSQ / DQ                   | Desclassificado (Disqualified)            |   |                                      |
| Recorde da temporada  | Recorde da temporada do atleta (Season best) | Recorde sul-americano | Recorde sul-americano (South America) | NM                         | Sem marca (No mark)                       |   |                                      |